# 巴伐利亞王國
巴伐利亞王國（德語：Königreich Bayern）是德意志地區曾經存在的一個王國，也曾是萊茵邦聯，德意志邦聯以及德意志帝國的組成國。
該國是於1805年由原先的巴伐利亞選侯國升格而來，並持續存在到1918年。維特爾斯巴赫的巴伐利亞選帝侯馬克西米利安·約瑟夫在1805年成為巴伐利亞的第一位國王馬克西米利安一世·約瑟夫。直到王國在1918年滅亡前，王權持續由維特爾斯巴赫家族掌控。現代巴伐利亞大部分的邊界是於1814年的巴黎條約簽署後確立的，其中巴伐利亞把蒂羅爾和福拉爾貝格讓予奧地利帝國，同時接收阿沙芬堡和維爾茨堡。隨著德意志地區於1871年統一成為德意志帝國，王國成為新帝國的下屬邦國，並在規模、權力和財富上僅次於帝國內占主導地位的普魯士王國，從此巴伐利亞便成為統一的德意志民族國家的一部分。

## 区划人口
當1806年拿破崙建立萊茵邦联時，巴伐利亞升格成為了一個王國，由于其支持拿破仑的立场，其土地面積翻了一番。蒂羅爾（1805-1814年）和薩爾茨堡（1810-1816年）被划入了巴伐利亞，但在拿破崙戰敗後回歸了哈布斯堡/奧地利統治。作為回報，萊茵普法爾茨和弗蘭肯於1815年併入了巴伐利亞。
王國成立後，國家進行了全面重組，並於1808年在巴伐利亞州劃分為15個行政區（Regierungsbezirke）。它們以法國各省的方式創建，在規模和人口上相當均勻，並以其主要河流命名如：Altmühl-、Eisack-、Etsch-、Iller-、Inn-、Isar-、Lech-、Main-、Naab-、Oberdonau-、Pegnitz-、Regen-、Rezat-、Salzach-和Unterdonaukreis由於1810年和1815年領土發生多次變化，分區進行了調整，行政區的數量減少到8個：Isar-、Unterdonau-,Oberdonau-,Regen-,Rezat-,Untermain-,Obermain-和Rheinkreis。
自1838年起，在國王路德維希一世的鼓動下，行政區根據以下地區的前歷史部落和領土重新命名：上巴伐利亞、下巴伐利亞、斯瓦比亞和諾伊堡、上普法爾茨和雷根斯堡、中弗蘭肯、下弗蘭肯和阿沙芬堡、上弗蘭肯和普法爾茨。此地名區劃一直沿用至今。因此路德維希國王將他的王室頭銜改為巴伐利亞國王、弗蘭肯公爵、士瓦本公爵和萊茵行宮伯爵路德維希，這些頭銜由他的繼任者保留。巴伐利亞獲得的普法爾茨主要是原普法爾茨選侯國的西部，同時路德維希收購前東部的計劃也未能實現。1815年，巴伐利亞維特爾斯巴赫王朝的前自治領選侯國被分割，萊茵河東岸連同曼海姆和海德堡被割讓給巴登。作為失去蒂羅爾和薩爾茨堡的補償，普法爾茨西岸被授予巴伐利亞。
在奧普戰爭（1866年）之後，由于巴伐利亞曾站在戰敗的奧地利一邊，作为惩罚，其不得不將幾個属于下弗蘭肯地區的城市割讓給普魯士。
第一次世界大战后，巴伐利亚王国变为了巴伐利亚自由邦。1920年，前科堡公國并入巴伐利亞，1945年，奧斯特海姆併入巴伐利亞。1946年8月30日，巴伐利亚所属的普法尔茨划入法占区，西德成立后，它成為了新成立的萊茵蘭-普法爾茨州的一部分。

## 国王列表
- 马克西米利安一世（1756年5月27日-1825年10月23日）
- 路德维希一世（1825年–1848年）
- 马克西米利安二世（1848年–1864年）
- 路德维希二世（1864年–1886年）
- 奥托（1886年–1913年）（死於1916年）因精神失常无法统治
  - 柳特波德亲王（摄政）（1886年–1912年）
  - 路德维希亲王（摄政）（1912年–1913年）
- 路德维希三世（1913年–1918年）